# Taxinomie des plantes cultivées

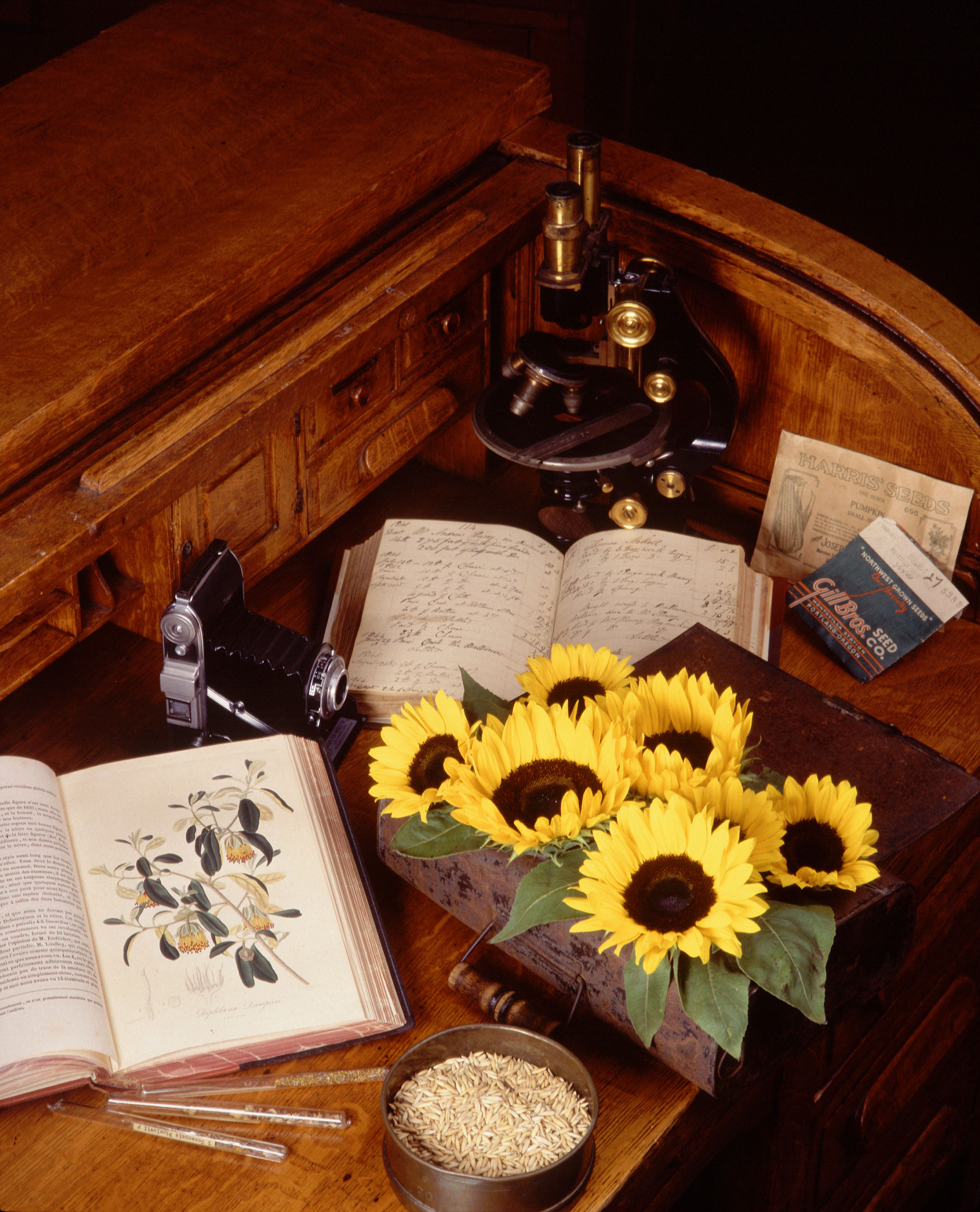
Outils traditionnels pour l'étude de la taxinomie des plantes cultivées (microscope, appareil photo, fleurs et livre pour l'identification).

La taxinomie des plantes cultivées est l'étude théorique et pratique de la science qui identifie, décrit, classe et nomme les cultigènes, c'est-à-dire des plantes dont l'origine ou la sélection est essentiellement le résultat d'une activité humaine intentionnelle.
C'est une discipline de la botanique horticole qui est principalement menée dans les jardins botaniques, les grandes pépinières, les universités ou les institutions gouvernementales.
Les taxinomistes des plantes cultivées se consacrent principalement à la recherche (herborisation) et l'enregistrement de nouvelles plantes susceptibles d'être cultivées, à la communication vers le grand public sur des questions concernant la classification et la nomenclature des plantes cultivées, et à des recherches originales sur ces sujets, telles que la description des plantes cultivées de régions particulières (flores horticoles), la maintenance de bases de données, d'herbiers et d'autres informations sur les plantes cultivées.
Une grande partie du travail du taxinomiste des plantes cultivées concerne la dénomination des plantes qui est régie par deux codes de nomenclature.
Les dispositions du Code international de nomenclature pour les algues, les champignons et les plantes (« Code botanique ») servent principalement des fins scientifiques et les objectifs de la communauté scientifique, tandis que celles du Code international pour la nomenclature des plantes cultivées  (« Code des plantes cultivées ») sont conçues pour servir des fins à la fois scientifiques et utilitaires en attribuant des noms aux plantes utilisées dans le commerce, les cultigènes qui sont apparus en agriculture, sylviculture et horticulture.
Ces noms, parfois appelés « noms de variétés », ne sont pas en latin mais en langues vernaculaires et s'ajoutent aux noms latins scientifiques pour faciliter la communication au sein de la communauté des forestiers, des agriculteurs et des horticulteurs.
L'histoire de la taxinomie des plantes cultivées peut être retracée depuis les premières sélections humaines de plantes pendant la Révolution agraire néolithique jusqu'à la première dénomination enregistrée à l'époque des Romains. La dénomination et la classification des cultigènes ont suivi un chemin similaire à celui de toutes les plantes jusqu'à l'établissement du premier « Code des plantes cultivées » en 1953 qui a officiellement établi la catégorie de classification des cultivars. Depuis lors, la classification et la dénomination des cultigènes ont suivi leur propre chemin.

## Particularités
La  taxinomie de plantes cultivées se différencie de celle des autres plantes d'au moins cinq manières. Premièrement, il y a une distinction selon « l'endroit où poussent les plantes » - c'est-à-dire selon qu'elles sont sauvages ou cultivées. Le « Code des plantes cultivées » précise dans son titre qu'il s'agit de « plantes cultivées ».
Deuxièmement, une distinction est faite selon « l'origine des plantes ». Le Principe 2 du Code des plantes cultivées définit le champ d'application du Code comme « ... les plantes dont l'origine ou la sélection est principalement due à des actions intentionnelles de l'homme ».
Troisièmement, la taxinomie des plantes cultivées s'intéresse aux variations des plantes qui nécessitent le recours à des catégories de classification spéciales, non conformes à la hiérarchie des rangs implicite du Code botanique, ces catégories étant les cultivars, les groupes et les grex (qui ne sont que vaguement équivalents à des rangs du Code botanique). Le préambule du Code des plantes cultivées stipule que « le but de donner un nom à un taxon n'est pas d'indiquer ses caractères ou son histoire, mais de fournir un moyen de s'y référer et d'indiquer à quelle catégorie il est attribué ».
Quatrièmement, la taxinomie des plantes cultivées s'adresse à une communauté particulière de personnes : le Code botanique se concentre sur les besoins des taxinomistes des plantes qui s'efforcent de maintenir l'ordre et la stabilité des noms scientifiques de toutes les plantes, tandis que le Code des plantes cultivées répond aux besoins de personnes qui doivent nommer des plantes utilisées dans le domaine commercial de l'agriculture, de la sylviculture et de l'horticulture.
Enfin, la différence entre la taxinomie des plantes cultivées et celle des autres plantes est liée au but pour lequel la taxinomie a été conçue, elle est centrée sur les plantes dans le Code botanique et sur l'homme dans le Code des plantes cultivées.

## Classification scientifique et anthropocentrique
Les principales activités de la taxinomie des plantes cultivées concernent la classification ( taxinomie) et la dénomination (nomenclature). Les règles associées à la dénomination des plantes sont distinctes des méthodes, principes ou objectifs de la classification, sauf que les unités de classification, les taxons, sont placées dans une hiérarchie imbriquée de rangs taxinomiques - espèces semblables au sein de genres et genres au sein de familles.
Dans le Code des plantes cultivées, trois catégories de classification sont définies, le Cultivar, le Groupe et le Grex, mais ils ne sont que vaguement équivalents aux rangs du Code botanique.
Depuis l'époque du monde antique, les plantes ont été classées de deux manières. D'une part, il y a l'intérêt détaché, académique, philosophique ou scientifique, pour les plantes elles-mêmes. Cela consiste à regrouper les plantes en fonction des relations des unes avec les autres, selon leurs similitudes et leurs différences de structure et de fonction. D'autre part, il y a l'intérêt pratique, utilitaire ou anthropocentrique qui consiste à regrouper les plantes en fonction de leur utilisation par l'homme.
La taxinomie des plantes cultivées concerne les catégories de classification spéciales nécessaires pour les plantes agricoles, horticoles et forestières réglementées par le Code des plantes cultivées. Ce Code ne sert pas seulement les intérêts scientifiques de la nomenclature formelle, il répond également aux besoins utilitaires spéciaux des personnes qui s'occupent des plantes du commerce.
Ces cultigènes, dont les noms sont régis par le Code des plantes cultivées, répondent à trois critères : ils présentent des caractéristiques spéciales considérées comme suffisamment importantes pour justifier un nom, ces caractéristiques spéciales sont le résultat d'une reproduction ou d'une sélection humaine délibérée et ne se trouvent pas, sauf exceptions, dans les populations sauvages, il est possible de perpétuer les caractéristiques souhaitables par propagation en culture.
Les termes « cultigène » et « cultivar » peuvent être confondus. « Cultigène » est un terme à usage général pour les plantes qui ont été délibérément modifiées ou spécialement sélectionnées par l'homme, tandis que « cultivar » désigne une catégorie de classification formelle. Les cultivars comprennent non seulement les plantes ayant des noms de cultivars, mais aussi celles ayant des noms dans les catégories de classification Grex et Groupe. Le Code des plantes cultivées indique que les cultigènes sont « des plantes délibérément sélectionnées qui peuvent avoir surgi par hybridation intentionnelle ou accidentelle en culture, par sélection à partir de stocks cultivés existants, ou de variants au sein de populations sauvages qui sont maintenus comme des entités reconnaissables uniquement par propagation continue ».
Le groupe des plantes appelées « cultigènes » comprend des plantes génétiquement modifiées, des plantes portant des noms latins binominaux qui sont le résultat de sélection humaine ancienne, et toutes les plantes qui ont été modifiées par l'homme mais qui n'ont pas reçu de noms formels. En pratique, la plupart des cultigènes sont des cultivars.
L'historique qui suit de la taxinomie des plantes cultivée illustre la manière dont ces deux approches de la nomenclature des plantes et de leur classification ont conduit aux actuels « Code international de nomenclature botanique » (Code botanique) et « Code international pour la nomenclature des plantes cultivées » (Code des plantes cultivées).

## Développement historique
L'histoire de la nomenclature des cultigènes a été discutée par William T. Stearn,, et Brandenberg, Hetterscheid et Berg,. Elle a également été examinée d'un point de vue botanique et depuis l'origine du Code des plantes cultivées en 1953 jusqu'en 2004.
Les premiers développements de la taxinomie des plantes cultivées ont suivi celui de la taxinomie des plantes en général, car les premiers recensements et les premières descriptions des plantes faisaient peu de distinction entre les plantes d'origine anthropique et les espèces sauvages naturelles. La nomenclature botanique et la classification formelle ont évolué à partir du système simple binominal de taxinomie populaire et ce n'est qu'au milieu du XIXe siècle que la nomenclature des cultigènes a commencé à s'écarter du courant principal de la taxinomie des plantes.

### De 10 000 à 400 av. J.-C.: domestication des plantes

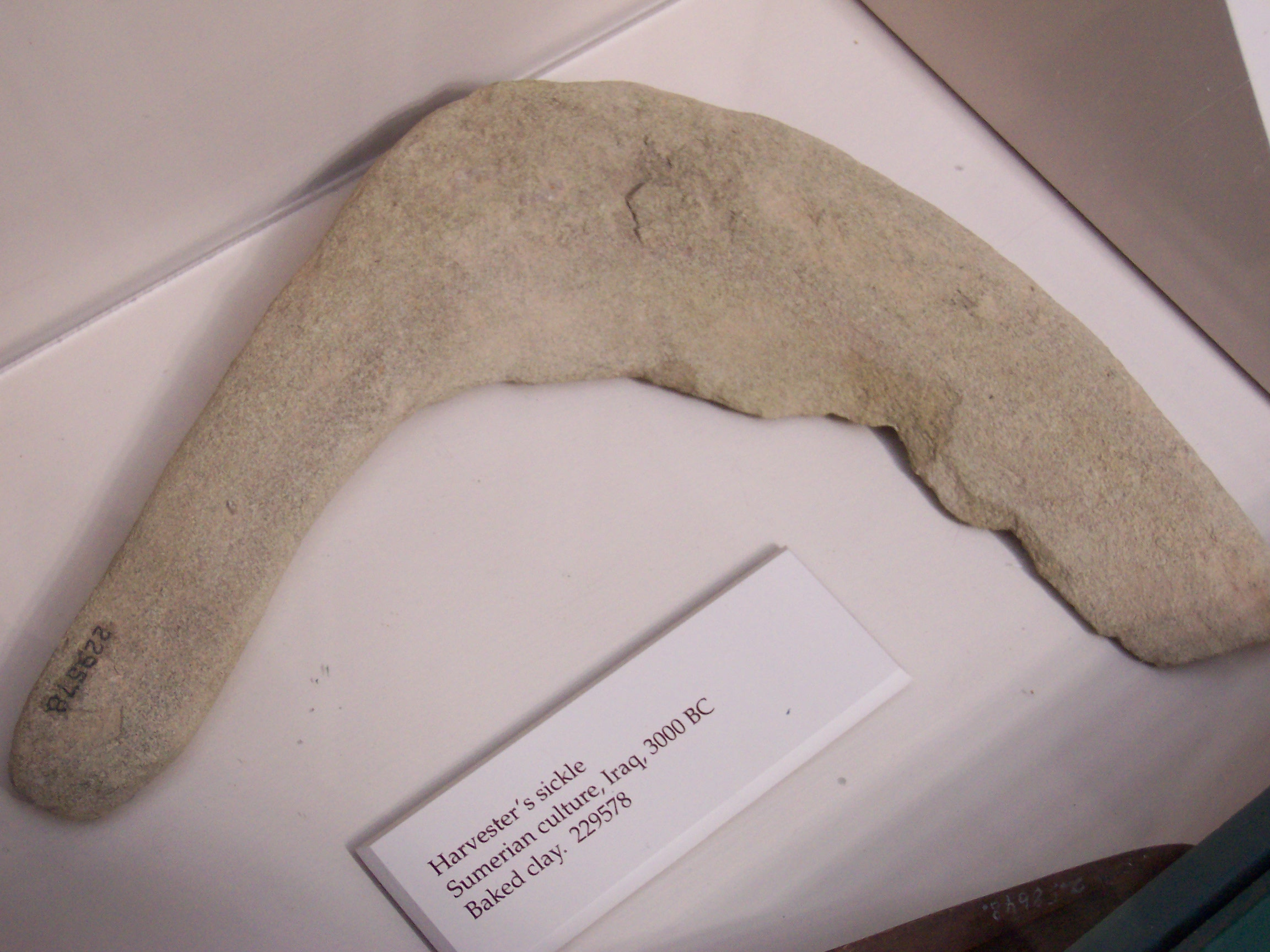
Faucille sumérienne en terre cuite -vers -3000.

William T. Stearn (1911-2001), botaniste britannique et auteur d'un livre sur le latin botanique (Botanical Latin, Timber press) a déclaré que « les plantes cultivées [cultigènes] sont pour l'humanité l'héritage le plus vital et le plus précieux légué par la plus haute Antiquité ».
Les cultigènes de nos plantes d'intérêt économique les plus communes remontent probablement aux premières communautés agricoles de la Révolution néolithique il y a 10 000 à 12 000 ans : leur véritable origine restera probablement à jamais un mystère.
Dans le monde occidental, parmi les premiers cultigènes auraient figuré des sélections de céréales, blé et orge, faites par les premières populations du Croissant fertile (les vallées fertiles du Nil, du Tigre et de l'Euphrate) à l'est du bassin méditerranéen. Cependant, des sélections de plantes alimentaires ont aussi émergé dans une dizaine de centres de peuplement répartis dans le monde à cette époque. Au contact de zones locales, les plantes cultivées ont donné naissance à des variétés de pays (sélections particulièrement adaptées aux conditions locales), bien que celles-ci soient maintenant largement remplacées par des cultivars modernes. Les boutures sont un moyen très efficace de perpétuer les caractères recherchés, notamment chez les plantes ligneuses, telles la vigne, le figuier et l'olivier, aussi il n'est pas surprenant que celles-ci figurent parmi les premières sélections de plantes reproduites en culture en Occident. Les peuplades migrantes emportaient avec elles des graines et des boutures de leurs plantes et on a montré que des cultigènes de céréales du Croissant fertile ont été transférés d'Asie occidentale vers les territoires environnants.

### de 400 av. J.-C. à 1400: monde antique: influence des Grecs et des Romains; Moyen Âge

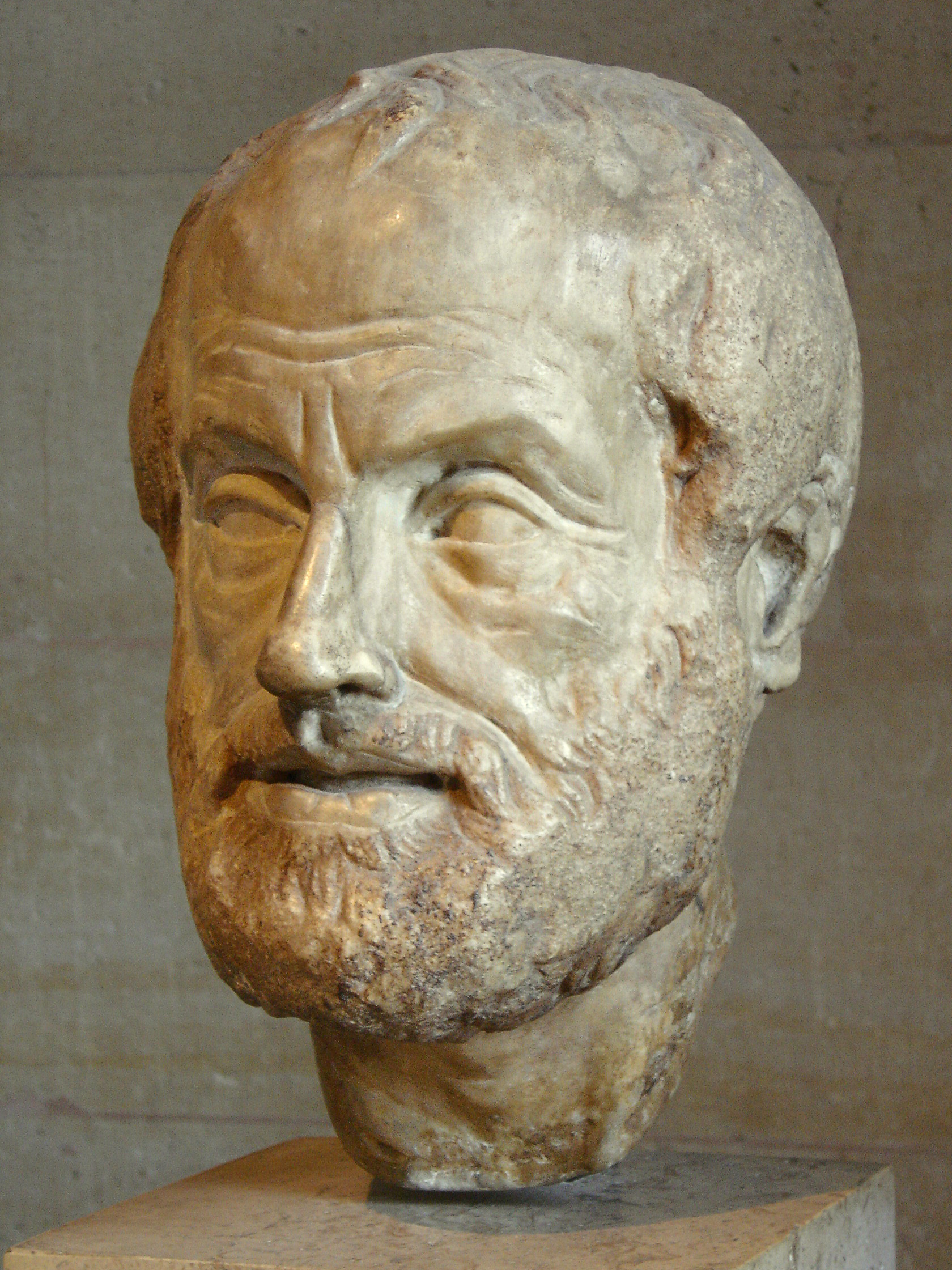
Aristote (384-322 av. J.-C.)

La tradition la plus philosophique est représentée par Aristote (384–322 av. J.-C.) qui établit l'idée importante d'un  principe, « fundamentum divisionis », selon lequel les groupes peuvent être progressivement subdivisés. La classification biologique de tous les organismes suit ce  principe de groupes à l'intérieur de groupes connue sous le nom de « hiérarchie imbriquée ». Bien qu'elle ne soit pas nécessairement fondée sur l'hypothèse de l'évolution, cette forme de classification s'accorde bien avec le modèle évolutif de descendance avec modification.

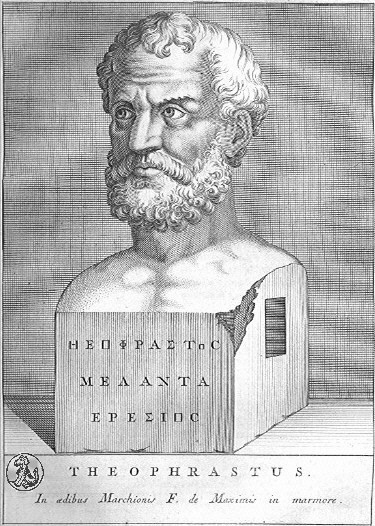
Théophraste (371-286 av. J.-C.)

La première documentation sur les plantes est largement attribuée à un élève d'Aristote, Théophraste (371-286 av. J.-C.). Dans son  Histoire des plantes il divisa le royaume des plantes d'abord en arbres, arbustes, arbrisseaux et herbes, catégories ensuite subdivisées en sauvages et cultivées, fleurissant ou non, caducs ou persistants. Dans l'ensemble il traita de 480 types environ.
L'approche utilitaire, considérant les plantes principalement pour leurs propriétés médicinales, est illustrée par Pline l'Ancien (29-79), écrivain, historien et naturaliste romain, auteur de l'Histoire naturelle qui recense des « cultivars » désignés d'après des personnes, des lieux et des caractéristiques de la plante, et Dioscoride (vers 40 - vers 90), médecin, pharmacologue et botaniste grec, dont les cinq volumes de De Materia Medica fut un précurseur de toutes les pharmacopées modernes, et l'un des herbiers les plus influents publiés entre 1470 et 1670 environ : il recense de 600 à 1000 types différents de plantes incluant Alba, Gallica, Centifolia et d'autres roses cultivées par les Romains.
La première désignation documentée de cultigènes se trouve dans De Agri Cultura écrit vers 160 av. J.-C. par Caton l'Ancien (234-149 av. J.-C.), homme d'État et écrivain romain, dans une liste comprenant 120 types (cultivars actuels) de figuiers, vignes, pommiers et oliviers. Les noms sont présentés de façon telle qu'ils devaient être familiers des citoyens romains. Les noms de « cultivars » étaient le plus souvent formés d'un seul mot et indiquaient la provenance du cultivar (l'origine géographique du lieu où la sélection des plantes s'étaient faites).

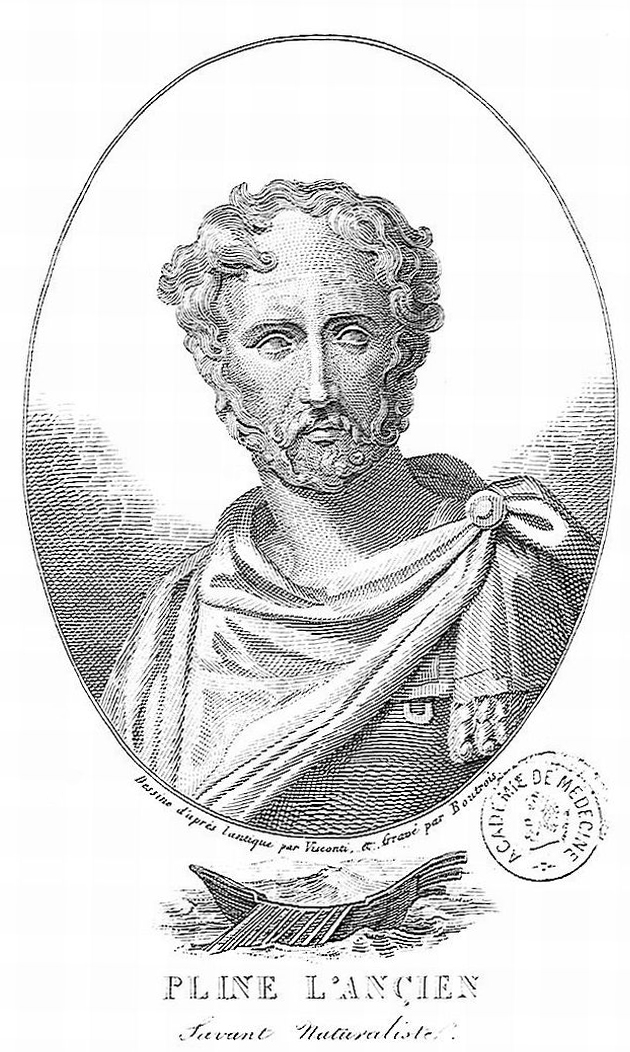
Pline l'Ancien (29-79).

Les écrivains ultérieurs, jusqu'au XVe siècle, ajoutèrent peu de choses à ces premiers travaux. Au Moyen Âge, les livres d'heures, les premiers herbiers, les manuscrits enluminés et les documents économiques indiquent que les plantes cultivées par les Romains se retrouvèrent dans les jardins de monastères. Un poème écrit en 827 cité par Stearn se rapporte à un jardin de monastère de Saint-Gall en Suisse où étaient cultivés la sauge, la rue, l'aurone, l'absinthe, la ballotte, le fenouil, l'iris germanique, l'ache de montagne, la salade, le cerfeuil, le lis blanc, le pavot somnifère, la sauge sclarée, la menthe, la bétoine, l'aigremoine, la cataire, le radis, la rose gallique, la gourde et le melon. Il paraît vraisemblable que les herbes aromatiques et culinaires étaient très répandues et de semblables listes de plantes cultivées sont documentées pour différents jardins de Villas de l'époque de Charlemagne (742-814).

### de 1400 à  1700:  Renaissance, expansion impériale, herbiers

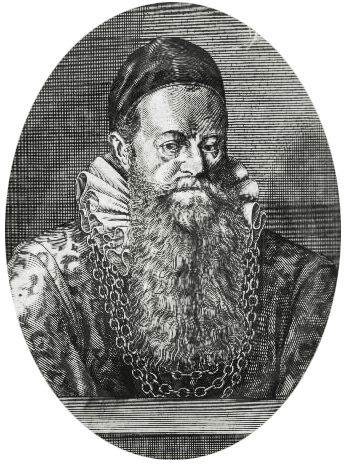
Gaspard Bauhin (1550-1624).

Le renouveau du savoir durant la Renaissance a revigoré l'étude des plantes et de leur classification.
À partir de 1400, l'expansion européenne établit progressivement le latin comme langue commune des savants en général et de la nomenclature biologique en particulier. La publication d'herbiers (livres souvent illustrés de gravures décrivant l'apparence, les propriétés médicinales, et d'autres caractéristiques des plantes utilisées en médecine des plantes) à partir de 1500 étendit la documentation formelle sur les plantes et à la fin des années 1500, le nombre de types différents de plantes documentés s'élevait à 4000 environ. En 1623, Gaspard Bauhin publia son Pinax theatre botanici, tentative de compilation complète de toutes les plantes connues à l'époque : elle comprenait environ 6000 types. Les travaux d'un botaniste et médecin allemand, Valerius Cordus (1515-1544), publiés en 1562, incluaient de nombreux « cultivars » nommés, dont 30 pommes et 49 poires, probablement des sélections locales allemandes.
Avec la croissance du commerce des plantes économiques et médicinales, le besoin d'un système plus complet s'accrut.
Jusqu'à 1650 plantes ont été groupées soit selon un ordre alphabétique, soit selon une taxinomie populaire utilitaire  - par leur usages médicinaux ou selon qu'il s'agissait d'arbres, d'arbustes ou d'herbes.
Entre 1650 et 1700, il y eut un retour des classements utilitaires vers une classification scientifique naturelle basée sur les caractères des plantes elles-mêmes.

### de 1700 à 1750: l'aube de la classification scientifique
En 1700 le botaniste français, J.P. de Tournefort, (inspiré par John Ray), bien qu'il utilisait encore les grandes divisions en « arbres » et « herbes » pour les plantes à fleurs, commença à utiliser les caractéristiques de la fleur comme caractères distinctifs et, plus important, donna une définition claire du genre comme unité de base de la classification. dans son ouvrage, Institutiones rei herbariae, il recensa environ 10 000 plantes différentes, qu'il appela espèces, organisées en 684 genres différents. L'établissement de ce précurseur de la classification scientifique améliora grandement l'organisation de la diversité des plantes en groupes approximativement équivalents ou rangs et beaucoup de ces genres furent ensuite repris par Linné. On attribue également à Tournefort l'introduction du terme  « herbier » dans l'usage général.
Il n'y avait pas encore à cette époque de consensus sur la structure des noms de plantes, si bien que ceux-ci variaient en longueur depuis un mot unique jusqu'à de très longues phrases descriptives.
Comme le nombre de plantes enregistrées augmentait, ce système se montra de moins en moins pratique comme moyen de communication sur les différentes plantes.

### 1750-1800: Linné et la nomenclature binomiale

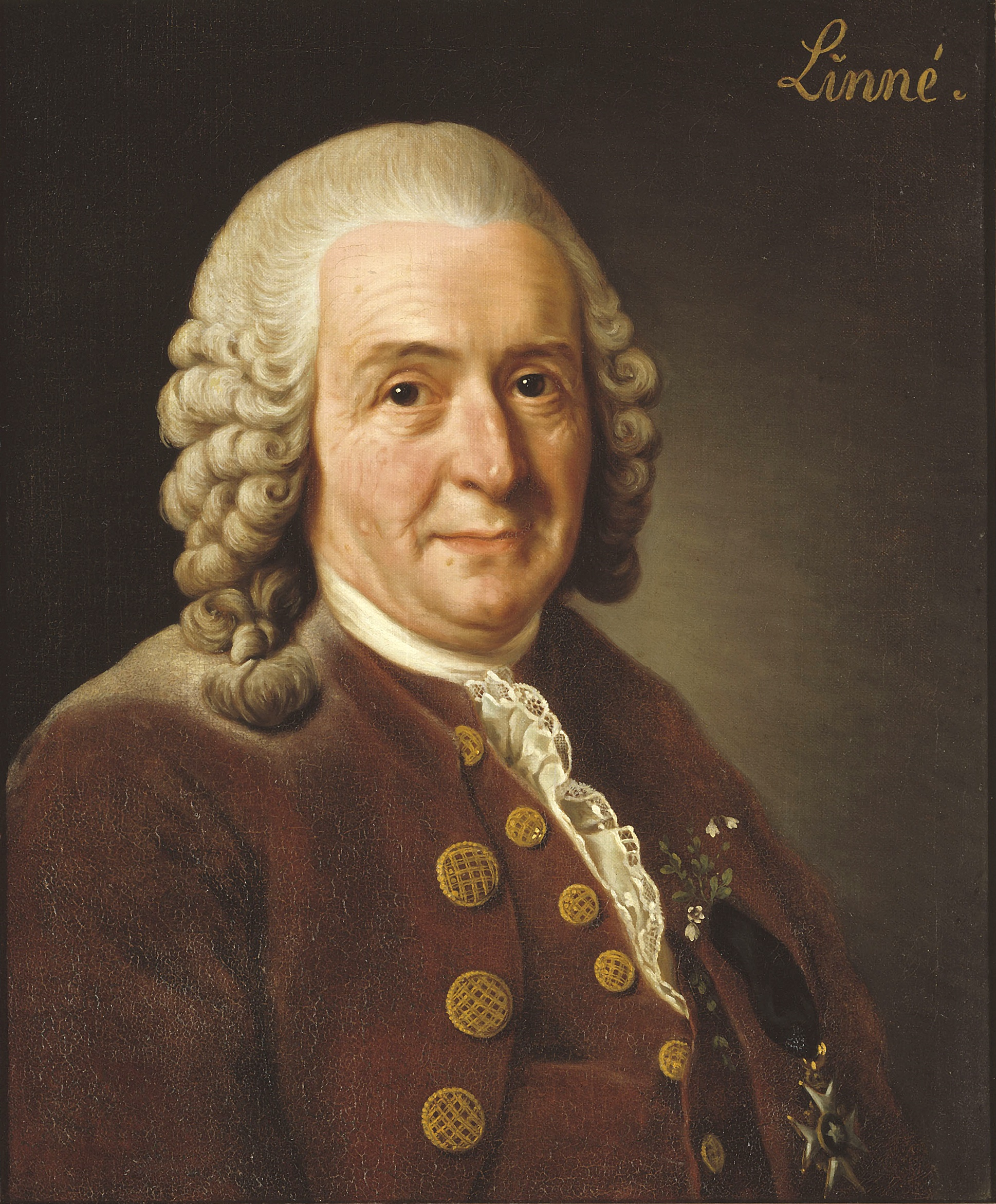
Carl von Linné (1707–1778).

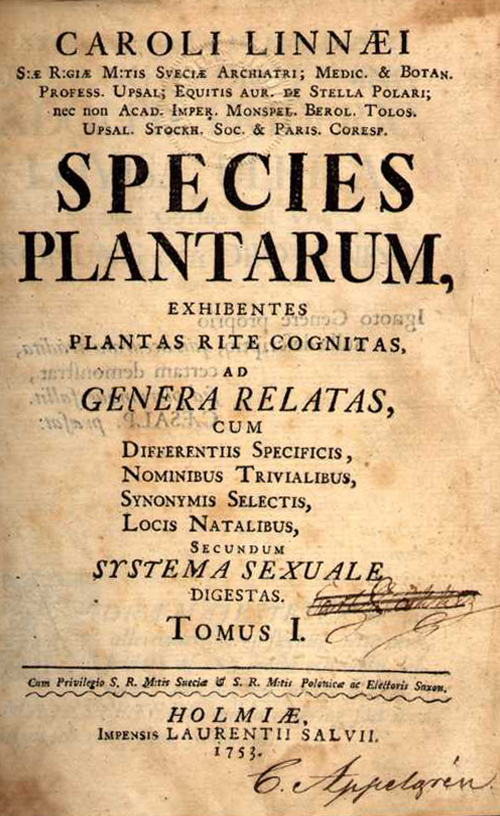
Species Plantarum, 1753.

L'expansion coloniale européenne et la nécessité de décrire des milliers de nouveaux organismes mis en lumière les difficultés en matière de communication, de réplication de descriptions et l'importance d'une manière agréée de présenter, de publier et d'appliquer les noms.
C'est le botaniste suédois Carl von Linné qui mit finalement de l'ordre dans cette situation grâce à la publication de sa Philosophia botanica (1736) et de Critica botanica (1737). C'est cet ouvrage qui formalisa le nom de genre avec une seule épithète pour former le nom d'espèce en deux mots, le nom binominal. L'intention de Linné de recenser et de classer le monde biologique connu à son époque commença en 1753 avec son Species plantarum, suivi en 1758 par son Systema naturae qui incluait aussi les animaux.
Dans ces ouvrages, Linné utilisa un troisième nom, toujours écrit en latin, pour les variétés à l'intérieur d'une espèce et il s'agissait parfois de variétés « cultivées ». Certains de ces noms de variétés « cultigènes » en latin ont persisté jusqu'à aujourd'hui.

### 1800-1900: commerce mondial des plantes
En Angleterre, la tradition de documenter les plantes de jardin s'était établie bien avant la parution du Species plantarum de Linné avec son plus important chroniqueur, Philip Miller (1691-1771), qui fut responsable du jardin botanique de Chelsea (Chelsea Physic Garden) à Londres de 1722 à 1770. Il produisit une volumineuse publication sur les plantes de jardins, The Gardeners Dictionary, la première édition en 1731 et la dernière, et huitième, en 1768 dans laquelle il adopta finalement les noms binomiaux linnéens. Pendant un temps, cet ouvrage a été considéré comme le point de départ pour la nomenclature « horticole », l'équivalent du Species plantarum de Linné retenu comme le point de départ de la nomenclature botanique en général.
La distribution naturelle des plantes dans le monde a déterminé quand et où les cultigènes avaient été produits. La collection botanique et horticole de plantes économiquement importantes, y compris les plantes ornementales, était basée principalement en Europe. Bien que les herbes et épices d'intérêt économique aient une longue histoire commerciale, et qu'il y ait de bons exemples de diffusion de variétés par les Romains, l'exploration botanique et horticole se développa rapidement au cours du XIXe siècle avec l'expansion coloniale. De nouvelles plantes ont été rapportées en Europe tandis que, à la même époque, des plantes économiquement intéressantes, y compris celles provenant des régions tropicales, ont été diffusées dans les colonies. Ce commerce des plantes a contribué à enrichir l'héritage mondial de cultigènes économiques et ornementaux que nous utilisons encore et qui ont constitué la base de sélection, de reproduction et de génie génétique pour les plantes modernes.
Les échanges de plantes qui ont résulté du commerce européen peuvent se découper en plusieurs phases :
- jusqu'en 1560 : surtout à l'intérieur de l'Europe,
- 1560-1620 : Proche-Orient (sp. plantes bulbeuses de Turquie - (« Tulipomanie »)
- 1620-1686 : plantes herbacées du Canada et de Virginie,
- 1687-1772 : Le Cap (Afrique du Sud),
- 1687-1772 : arbres et arbustes d'Amérique du Nord,
- 1772-1820 : Australie, Tasmanie, Nouvelle-Zélande,
- 1820-1900 : plantes tropicales de serres ; plantes japonaises rustiques,
- 1900-1930 : Chine occidentale,
- depuis 1930 : reproduction intensive et programmes de sélection.

### Code botanique et nomenclature des cultigènes
Au fur et à mesure que s'accroissait la communauté des personnes s'intéressant aux cultigènes du commerce, à nouveau la divergence entre taxinomie à visées scientifiques et taxinomie utilitaire visant les besoins humains se manifesta. En 1865, le botaniste allemand, Karl Koch, qui devint secrétaire général de la Société d'horticulture de Berlin, exprima son ressentiment à l'égard de l'usage  du latin qui perdurait pour les noms de cultigènes. De nombreuses propositions pour traiter cette question furent avancées, la plus importante étant sans doute celle des Lois de la nomenclature botanique soumise en 1867 au quatrième congrès horticole et botanique par le botaniste suisse Alphonse Pyrame de Candolle qui, dans son article 40 statuait : 

« Dans les plantes cultivées, les semis, les métis d'origine obscure et les sports reçoivent des noms de fantaisie, en langue vulgaire, aussi différents que possible des noms latins d'espèces ou de variétés, etc.. »

Cet article, prévu pour les cultigènes de la nomenclature horticole, devait rester dans le code botanique (avec un amendement mineur en 1935 suggérant l'usage de la lettre ‘c’ devant le nom horticole et précédant la reconnaissance formelle du cultivar) en 1906, 1912 et 1935 jusqu'à la séparation, en 1953, du code horticole, précurseur du code international pour la nomenclature des plantes cultivées (code des plantes cultivées).
En 1900, eut lieu le premier Congrès international de botanique et en 1905 au deuxième congrès tenu à Vienne un ensemble de règles nomenclaturales fut agréé, les « règles de Vienne », connues depuis lors comme le code international de nomenclature botanique. Après la Seconde Guerre mondiale, la  responsabilité du code de botanique fut prise en charge par l'Association internationale pour la taxinomie végétale et des réunions pour en discuter les révisions se tiennent tous les six ans, la dernière datant de 2005.

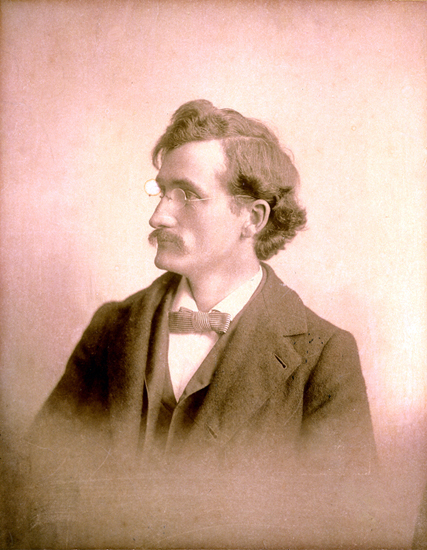
Liberty Hyde Bailey (1858-1954).

L'horticulture connaissait à cette époque tous les problèmes auxquels les botanistes furent confrontés au XIXe siècle - une  pléthore de noms de longueur variable, écrits et publiés dans de nombreuses langues avec beaucoup de duplications.
La période allant de 1867 à 1953 fut malaisée et des horticulteurs américains et d'autres groupes en Europe, telle la communauté des spécialistes en orchidées, firent des tentatives pour ordonner ce chaos dans leur domaine particulier et élaborer leurs propres règles pour désigner les plantes du commerce.
Friedrich Alefeld (1820-1872), qui utilisait des noms de variétés en latin, dans une étude monographique des haricots, lentilles et autres légumineuses, distingua trois catégories taxinomiques infraspécifiques : Uterart (sous-espèce), Varietäten Gruppe et Kultur-Varietät, toutes avec un nom en latin. ce faisant, il posait probablement les bases pour l'établissement ultérieur des cultivars et groupes de cultivars comme catégories pour la classification des cultigènes. En conjonction avec le  Congrès international de botanique de Bruxelles de 1910, s'est tenu un  Congrès international d'horticulture avec la nomenclature horticole à l'ordre du jour.
Résultat de l'insatisfaction générale et d'une proposition de la Royal Horticultural Society de Londres, les Règles de nomenclature horticole furent établies. L'emploi de noms latins simplement descriptifs (par exemple compactus, nanus, prostratus) pour les variantes horticoles fut accepté ainsi que les noms en langues vernaculaires - qui ne devaient pas être traduits et devaient de préférence comporter un mot et trois au maximum. Ce premier « Code horticole » comprenait 16 articles. Toutefois, avec l'intercession de la Première Guerre mondiale, ce ne fut qu'au 9e Congrès d'horticulture à Londres en 1930 que les règles d'un Comité de nomenclature horticole furent agréées et ajoutées en annexe au Code de botanique de 1935. Les règles établies en 1935 furent acceptées mais nécessitaient une extension pour inclure les cultigènes de l'agriculture et de la sylviculture, mais ce n'est qu'à la suite de discussions au Congrès international de botanique de 1950 à Stockholm et au 18e Congrès international d'horticulture à Londres en 1952 que le premier Code international pour la nomenclature des plantes cultivées fut publié en 1953. Le botaniste horticole américain Liberty Hyde Bailey est le créateur des termes « cultigène » forgé en 1918, et « cultivar » en 1923, mais ce ne sont que deux termes acceptés parmi une multitude de termes de classification inusités et de catégories suggérées pour désigner les cultigènes,.

### Code international pour la nomenclature des plantes cultivées
Le premier Code des plantes cultivées (Wageningue), publié en 1953, a été suivi par sept éditions successives - en 1958 (Utrecht), 1961 (mise à jour de 1958), 1969 (Édimbourg), 1980 (Seattle), 1995 (Édimbourg) et 2004 (Toronto).
Suivant la structure du Code botanique, le Code des plantes cultivées se présente sous la forme d'un ensemble initial de Principes suivis de Règles et Recommandations subdivisées en Articles. Les amendements au Code des plantes cultivées sont suscités par des symposiums internationaux sur la taxinomie des plantes cultivées qui permettent l'adoption de règles sur la base des propositions de la Commission internationale sur la nomenclature des plantes cultivées. Chaque édition du Code des plantes cultivées comprend un résumé des modifications apportées à la précédente version et ces modifications ont également été résumées pour la période 1953 - 1995.

## Association internationale de taxinomie des plantes cultivées

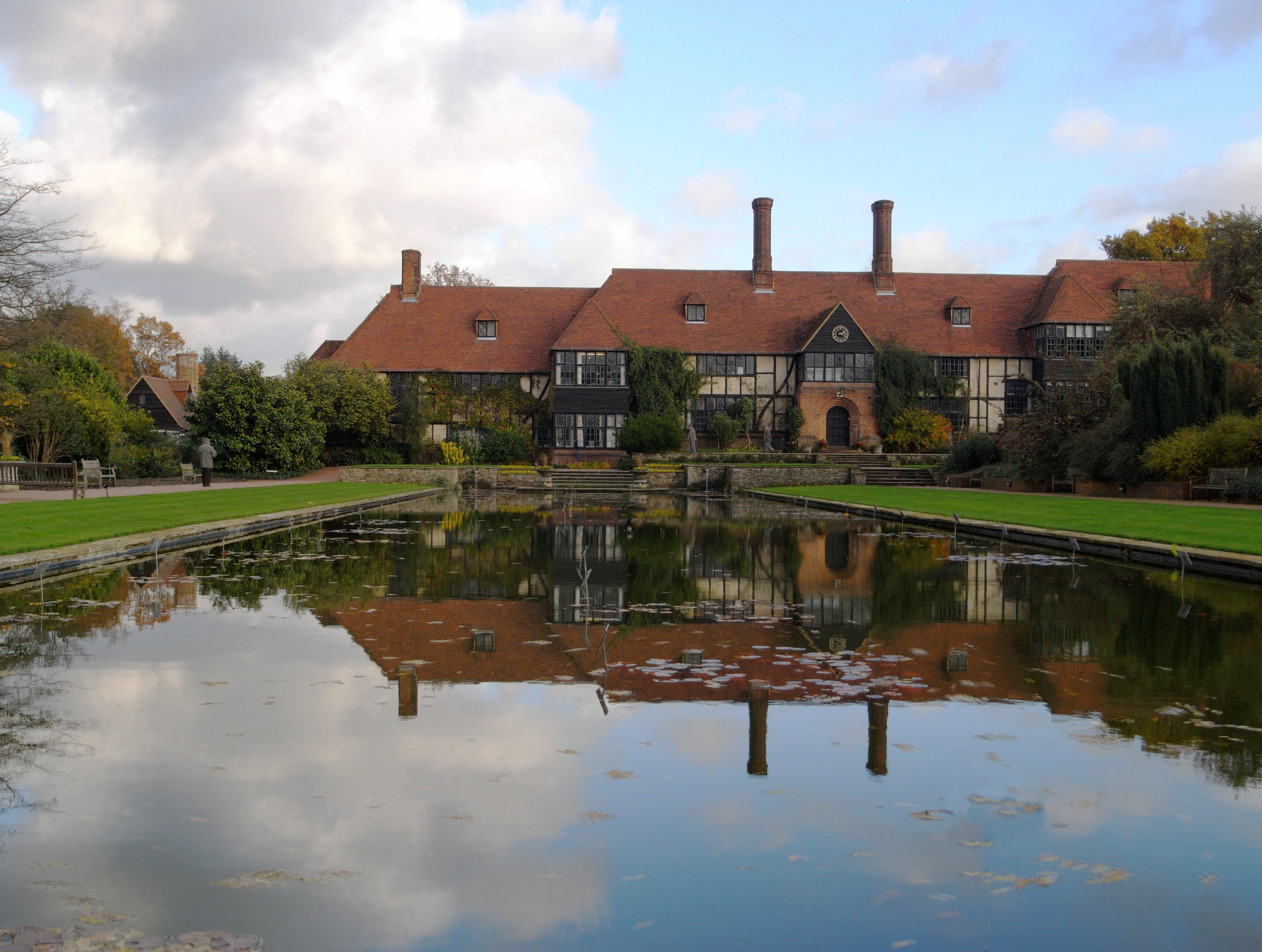
Jardin de Wilsey de la Royal Horticultural Society.

Au cours des quinze dernières années, on s'est préoccupé de communication internationale sur la taxinomie des plantes cultivées, d'organisation de symposiums internationaux et de communication générale sur des sujets d'intérêt. En 1988 un Horticultural Taxonomy Group (Hortax) s'est constitué au Royaume-Uni et une organisation parallèle, le Nomenclature and Registration Working Group de la Vaste Keurings Commissie aux Pays-Bas. Un développement pour favoriser les échanges fut la lettre d'information Hortax News, remplacée en février 2006 par le premier numéro de Hanburyana, journal édité par la Royal Horticultural Society à Londres et dédié à la taxinomie horticole. Cela combla le vide laissé depuis que le journal américain Baileya avait cessé de paraître au début des années 1990. Un autre développement fut le lancement, en 2007, lors du  Sixième sympsosium sur la taxinomie des plantes cultivées à Wageningue de l'Association internationale pour la taxinomie des plantes cultivées (International Association for Cultivated Plant Taxonomy).

## Nomenclature des cultigènes
La plupart des cultigènes ont un nom composé d'un nom latin régi par le Code international pour la nomenclature des algues, des champignons et des plantes, par ex. Malus domestica, auquel s'ajoute une épithète propre au cultigène, écrite entre guillemets simples, par ex. Malus domestica ‘Granny Smith’. La formation et l'utilisation des trois catégories de classification (rangs) utilisées pour les cultigènes, le cultivar, le groupe et le grex, sont réglementées par le Code international pour la nomenclature des plantes cultivées (ICNCP). Des exemples de bon usage pour présenter les noms de cultigènes sont indiqués ci-dessous:
Prunus serrata Groupe Sato-zakura
Prunus serrata (Groupe Sato-zakura) ‘Ojochin’
Prunus ‘Ojochin’
Cerisier à fleurs ‘Ojochin’

## Problèmes contemporains

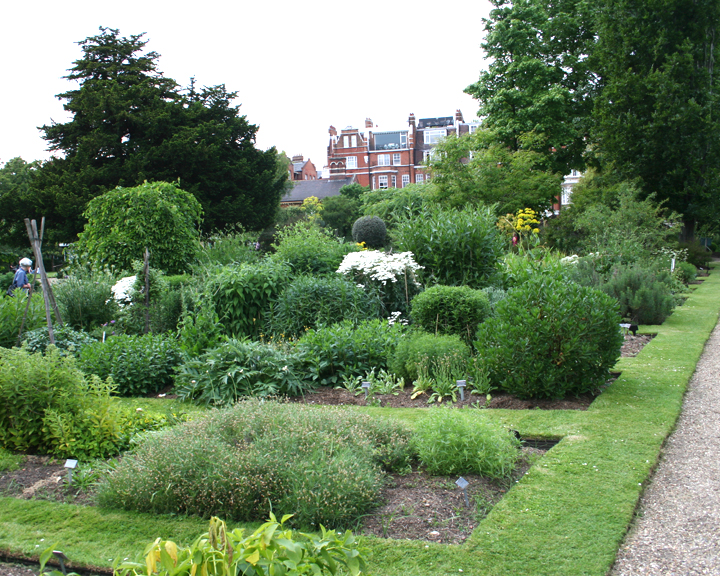
Jardin botanique de Chelsea, été 2006.

Les défis actuels auxquels sont confrontés les taxinomistes des plantes cultivées concernent l'utilisation de grandes bases de données de noms de plantes, les moyens de gérer l'utilisation de noms de cultivars dans le commerce (noms non-scientifiques), en particulier pour l'étiquetage des plantes dans les pépinières, la propriété intellectuelle dans le domaine des plantes, l'adaptation de la technologie moderne, en particulier les techniques moléculaires, à la création et à l'identification des cultivars, la conservation du matériel génétique des collections de cultivars, y compris des herbiers, l'enregistrement et l'inscription des cultivars.
La manière dont la variation végétale résultant de l'activité humaine est nommée et classée reste controversée. Le remplacement de l'expression « plante cultivée » par le terme « cultigène » n'est pas universellement accepté.
Le débat se poursuit concernant les notions de rangs et de taxons appliquées aux cultigènes. Est-il approprié d'appeler  « taxons » les produits transgéniques hautement modifiés par la sélection artificielle humaine de la même manière que nous le faisons pour les produits issus de la sélection naturelle dans la nature ? Pour surmonter cette difficulté, le terme « culton » a été suggéré pour remplacer « taxon » lorsqu'on parle de cultigènes,,.
Enfin, si la plupart des plantes « sauvages » s'intègrent parfaitement dans la hiérarchie imbriquée des rangs taxinomiques utilisés dans la classification linnéenne (espèces regroupées en genres, genres en familles, etc.), 
pour les cultigènes, le choix des catégories de classification n'est pas clair.
Les cultigène peuvent provenir de sélections simples prélevées sur des plantes sauvages ou en culture, d'hybrides artificiels produits par accident et intentionnellement, de plantes produites par génie génétique, de  clones reproduits par boutures, greffes, bourgeons, marcottes etc., de greffes-chimères, d'anciennes sélections de plantes cultivées qui remontent à des milliers d'années, de sélections de croissance aberrante telles que les balais de sorcières, de croisements simples délibérément répétables entre deux lignées pures pour produire des plantes d'aspect général particulier souhaitables pour l'horticulture, mais qui ne sont pas génétiquement identiques.
La question demeure de savoir si les catégories de classification que sont les cultivars, les groupes et les grex sont le moyen le plus approprié et le plus efficace de traiter ce large éventail de variations végétales.